# Mitchell Krueger
Mitchell Krueger (Orlando, 12 gennaio 1994) è un tennista statunitense.
Attivo in prevalenza nei circuiti minori, ha vinto diversi titoli in singolare e in doppio sia nei tornei ITF che in quelli Challenger. I suoi migliori ranking ATP sono il 135º in singolare, raggiunto nel luglio 2022, e il 173º in doppio nell'aprile 2015. Ha vinto il suo primo incontro in una prova del Grande Slam nel torneo di singolare degli US Open 2020. Tra gli juniores ha perso la finale di doppio all'Open di Francia 2011 ed è stato il nº 5 della classifica mondiale nel 2012.

## Statistiche
Aggiornate al 17 maggio 2025.

### Tornei minori

#### Singolare

##### Vittorie (8)
| Legenda tornei minori |
| Challenger (5)        |
| Futures (3)           |

| N. | Data              | Torneo                                 | Superficie  | Avversario in finale | Punteggio        |
| 1. | 9 febbraio 2019   | Challenger of Dallas, Dallas           | Cemento (i) | Mackenzie McDonald   | 4-6, 7-6(3), 6-1 |
| 2. | 24 luglio 2021    | Cary Challenger, Cary                  | Cemento     | Ramkumar Ramanathan  | 7-6(4), 6-2      |
| 3. | 18 settembre 2021 | Cary Challenger II, Cary               | Cemento     | Bjorn Fratangelo     | 6-4, 6-3         |
| 4. | 21 gennaio 2024   | Southern California Open, Indian Wells | Cemento     | Brandon Holt         | 4-6, 6-3, 6-4    |
| 5. | 2 giugno 2024     | Little Rock Challenger, Little Rock    | Cemento     | Yuta Shimizu         | 6-3, 6-4         |

##### Sconfitte (11)
| Legenda tornei minori |
| Challenger (4)        |
| Futures (7)           |

| N. | Data             | Torneo                                      | Superficie  | Avversario in finale | Punteggio        |
| 1. | 23 luglio 2016   | Binghamton Challenger, Binghamton           | Cemento     | Darian King          | 2-6, 3-6         |
| 2. | 11 febbraio 2017 | Launceston Tennis International, Launceston | Cemento     | Noah Rubin           | 0-6, 1-6         |
| 3. | 21 aprile 2024   | Tallahassee Challenger, Tallahassee         | Terra verde | Zizou Bergs          | 4-6, 6(9)-7      |
| 4. | 17 maggio 2025   | Oeiras Challenger II, Oeiras                | Terra rossa | Cristian Garín       | 6(3)-7, 6-4, 2-6 |

#### Doppio

##### Vittorie (8)
| Legenda tornei minori |
| Challenger (4)        |
| Futures (4)           |

| N. | Data             | Torneo                                                | Superficie | Compagno      | Avversari in finale               | Punteggio         |
| 1. | 15 febbraio 2015 | Launceston Tennis International, Launceston           | Cemento    | Radu Albot    | Adam Hubble Rubin Statham         | 3-6, 7-5, [11-9]  |
| 2. | 16 luglio 2016   | Winnipeg Challenger, Winnipeg                         | Cemento    | Daniel Nguyen | Jarryd Chaplin Benjamin Mitchell  | 6-2, 7-5          |
| 3. | 2 novembre 2019  | Charlottesville Men's Pro Challenger, Charlottesville | Cemento    | Blaž Rola     | Sekou Bangoura Blaž Kavcic        | 6-4, 6-1          |
| 4. | 17 aprile 2021   | Orlando Open, Orlando                                 | Cemento    | Jack Sock     | Dennis Novikov Christian Harrison | 4-6, 7-5, [13-11] |

##### Sconfitte (19)
| Legenda tornei minori |
| Challenger (10)       |
| Futures (9)           |

| N.  | Data              | Torneo                                                | Superficie  | Compagno         | Avversari in finale                 | Punteggio              |
| 1.  | 2 maggio 2014     | Tallahassee Tennis Challenger, Tallahassee            | Terra rossa | Bjorn Fratangelo | Ryan Agar Sebastian Bader           | 4-6, 6(3)-7            |
| 2.  | 1º novembre 2014  | Traralgon Challenger, Traralgon                       | Cemento     | Jarmere Jenkins  | Brydan Klein Dane Propoggia         | 1-6, 6-1, [3-10]       |
| 3.  | 26 settembre 2015 | Columbus Challenger, Columbus                         | Cemento (i) | Eric Quigley     | Chase Buchanan Blaž Rola            | 4-6, 6-4, [17-19]      |
| 4.  | 9 aprile 2016     | Open Guadeloupe, Le Gosier                            | Cemento     | Austin Krajicek  | James Cerretani Antal van der Duim  | 2-6, 7-5, [8-10]       |
| 5.  | 6 maggio 2017     | Savannah Challenger, Savannah                         | Terra verde | Luke Bambridge   | Peter Polansky Neal Skupski         | 6-4, 3-6, [1-10]       |
| 6.  | 7 marzo 2020      | Oracle Challenger Series - Indian Wells, Indian Wells | Cemento     | Sebastian Korda  | Denis Kudla Thai-Son Kwiatkowski    | 3-6, 6-2, [6-10]       |
| 7.  | 13 agosto 2022    | Chicago Men's Challenger, Chicago                     | Cemento     | Evan King        | André Göransson Ben McLachlan       | 4-6, 7-6(3), [5-10]    |
| 8.  | 12 novembre 2022  | Knoxville Challenger, Knoxville                       | Cemento (i) | Martin Damm      | Hunter Reese Tennys Sandgren        | 7-6(4), 6(3)-7, [5-10] |
| 9.  | 4 marzo 2023      | Texas Tennis Classic, Waco                            | Cemento     | Evan King        | Ivan Sabanov Matej Sabanov          | 1-6, 6-3, [10-12]      |
| 10. | 11 novembre 2023  | Knoxville Challenger, Knoxville                       | Cemento (i) | Mac Kiger        | Cannon Kingsley Luis David Martínez | 6(3)-7, 3-6            |